# جلال إكرامي
جلال إكرامي (Ҷалол Икромӣ) (20 سبتمبر 1909 - 11 أبريل 1993)، هو أديب وكاتب روائي طاجيكي حاز علي جائزة رودكي الأدبية في طاجيكستان عن رواية ابنة‌ النار.
وُلد في 20 سبتمبر 1909 بمدينة بخارى. شارك في كتابة وتأليف العديد من الأعمال والروايات الأدبية. توفى في 11 أبريل 1993 بمدينة دوشنبه بطاجيكستان.

## من مؤلفاته المترجمة الى اللغة العربية
- رواية: «ابنة النار».
- رواية: «اقاصيص من تاجكستان السوفييتية».

## وصلات خارجية
- صفحة كتبه على موقع غودريدرز

لا بيانات لهذه المقالة على ويكي بيانات تخص الفن